# Han-sur-Nied
Han-sur-Nied – miejscowość i gmina we Francji, w regionie Grand Est, w departamencie Mozela.
Według danych na rok 1990 gminę zamieszkiwały 193 osoby, a gęstość zaludnienia wynosiła 96 osób/km² (wśród 2335 gmin Lotaryngii Han-sur-Nied plasuje się na 852. miejscu pod względem liczby ludności, natomiast pod względem powierzchni na miejscu 1225.).